# Cap de Leitàs
El Cap de Leitàs és una muntanya de 1.965 metres que es troba entre els municipis de Les, a la comarca de la Vall d'Aran i de Banhèras de Luishon a França.